# Teresa Torrens
Pour les articles homonymes, voir Torrens.
Teresa Torrens i Illas, née en 1892 à Barcelone et morte dans cette même ville en 1951, est une sportive catalane, pionnière du sport féminin.

## Biographie
Elle est la sœur de la championne de natation Josefina Torrens (1902-2006).
Professeure dans sa carrière professionnelle, elle travaille aussi pour l'entreprise de télécommunications Telefónica.
Avec sa sœur Josefina et l'athlète catalane Enriqueta Sèculi, elle fonde le célèbre Club féminin et sportif de Barcelone. Elle en est la première présidente, puis la présidente honoraire en 1933.
Anna Maria Martínez Sagi (1907-2000), future dirigeante du FC Barcelone, rejoint l'association qui est interdite à la fin de la guerre d'Espagne sous la dictature de Franco.